# Тинькофф Журнал
«Тинькофф Журнал», или Т—Ж, — российское корпоративное онлайн-СМИ, основанное в 2014 году банком «Тинькофф» и посвящённое преимущественно финансовой тематике.

## История
Издание было основано в конце 2014 года Александром Раем и Максимом Ильяховым, а первые материалы издания вышли в 2015 году.
Изначально издание публиковало статьи о личных финансах и управлении ими, а также продвигало бренд банка «Т-Банк». Со временем оно превратилось в полноценное СМИ о финансах.
В 2018 году издание изменило дизайн и навигацию сайта и расширило тематику материалов.

## Описание
Позиционируется как «самый большой в России журнал про деньги». Ежемесячная аудитория превышает 10 млн человек.
Издание публикует уникальные материалы, редакция выступает против цитирования чужих материалов и работы с представителями авторов. Издание финансируется «Т-Банком», публикует его рекламу и не имеет других рекламодателей.
Журнал публикует комментарии экспертов. В 2020 году была запущена рубрика дискуссий с экспертами, в которой читатели задают вопросы экспертам.
В издании имеются рубрики, наполняемые пользователями, такие как «Дневник трат» и т. д. По данным сайта, его сообщество составляет 3 миллиона человек. Сайт действует в российской юрисдикции и проводит премодерацию материалов на соответствие российскому законодательству.

## Содержание
Вместо деления на рубрики материалы делятся на потоки, которые делятся на подразделы. На основной странице сайта 10 потоков, всего их 22, включая «Инвестиции», «Путешествия», «Эмиграция», «Бизнес», «Право», «Россия», «Образование и хобби», «Недвижимость», «Обезопасить себя и близких», «Как быть здоровым», «Потратить и сэкономить», «Как зарабатывать больше», «Берем под контроль свои финансы», «Семья и питомцы», «Автомобилистам», «Интерактив», «Сообщество Т-Ж». Одна из основных тем — «Право и закон», тексты в которой зачастую носят инструктивный характер.
Редакция «Тинькофф Журнала» разделяет материалы на три группы:
- длинные форматы, такие как мультимедийные лонгриды и аналитические статьи; первое время являлись единственным контентом, позднее остались контентным ядром издания, составляющим 30—40 % материалов; варианты — статьи о путешествиях, инструкции по сложным финансовым операциям, дневники трат и т. д.[11];
- короткие форматы, такие как комментарии к экономическим новостям, «истерика» (разбор явления, ошибочно понятого общественностью), «сложные вопросы», «кул стори» (разбор постановлений Верховного суда России), «что делать» и т. д.[9];
- мультимедийные форматы, такие как калькуляторы, тесты и шорты (карточки)[9].

## Главные редакторы
- 2014—2019: Максим Ильяхов
- 2019—н. в.: Никита Юкович